# Koning van de laatste dagen
Koning van de laatste dagen is een film van Tom Toelle, waarvoor de muziek is gecomponeerd door de Pool Wojciech Kilar. De muziek kan als een voorloper beschouwd worden van zijn filmmuziek voor Bram Stoker's Dracula van Francis Ford Coppola.

## Muziek
De film gaat over het leven en dood van de valse profeet Jan van Leiden, die in 1534 een Nieuw Jeruzalem wilde stichten. Het is geschreven in de constructie van een mis en bevat dan ook die delen:
1. Intrada
2. Sanctus
3. Canzona
4. Miserere
5. Agnus Dei
6. Gloria

Er is geen concertversie van deze compositie.

## Bron en discografie
- Uitgave Naxos : Pools Radiosymfonieorkest Katowice o.l.v. Antoni Wit